# Tulaer Kampfgans
| Tulaer Kampfgans      | Tulaer Kampfgans                                       |
| --------------------- | ------------------------------------------------------ |
| Herkunft              | Oblast Tula, Russland                                  |
| Standard              |                                                        |
| Gewicht               | - Ganter: 5,5–6 kg - Gans: 5–5,5 kg                    |
| Farbenschläge         | gelb, grau                                             |
| Bruttrieb             | vorhanden (Selbstbrüter)                               |
| Legezeit              |                                                        |
| Legeleistung          | - 15 Stück - Eigewicht: 150 g - Eierschalenfarbe: Weiß |
| Liste von Gänserassen |                                                        |

Die Tulaer Kampfgans (russisch Тульская бойцовая) ist eine alte russische Gänserasse, die zusammen mit der etwas größeren Arsamasgans von Bruno Dürigen zu den Kurzschnabelgänsen gezählt wurde.
Seit mehreren Jahrhunderten werden Tulaer Gänse für den Gänsekampf gezüchtet. Ihr herausragendes Merkmal ist der verkürzte, papageienähnliche Schnabel, der direkt an der Stirn ansetzt.

## Beschreibung
Die Tulaer Kampfgans ist eine starke, gut gebaute, mittelgroße Gans mit einem breiten und gedrungenem Körper, sehr kurzem Schnabel und kräftigen, abgerundeten Füßen. Ihre Augen sind braun. Die Rasse gilt als agil und abgehärtet.
Bezeichnend ist der auffallend kurze Schnabel, der recht stark und ohne Knick an der Stirn angesetzt ist. Die Linie des Oberschnabels hält die Richtungslinie der Stirn ein. Der matt- und pergamentgelbe Schnabel ist keilförmig, häufig zur weißen Spitze hin abwärts gebogen (steilschnäbelig). Der kurze, breitstirnige, sehr dicke und fast runde Kopf sitzt auf einem steilnackigen, mit kräftigen Muskeln ausgerüsteten langen, schlanken, leicht gebogenen Hals. Die Augen sind groß und schwarz, selten auch grau oder blau.
Beim Ringen der Kampfgänse macht der Mensch sich den Trieb der Ganter zunutze, ihre Herde zu schützen, weshalb ihre Lieblingsgänse mit auf den Kampfplatz genommen werden. Der Kampf ähnelt ein wenig dem Sumoringen. Verletzungen der Tiere sind nicht vorgesehen aber durchaus möglich. Die Ganter greifen einander am Flügelansatz und beginnen zu schieben. Ihre Gänse scheinen durch ihr Schnattern die Ganter anzufeuern, machen sie noch aufgeregter und reizen diese zum Beißen und Schlagen. Den Kampf verloren hat derjenige, der weggeschoben wird.

## Zuchtziel
Erhaltung der Robustheit, der reinen (russischen) Rasse, des originellen Äußeren und der Kämpfer-Eigenschaften. Legeleistung pro Gans sind ca. 15 Eier pro Jahr. Im Alter von 60 Tagen muss das Jungtier ein Lebendgewicht von 4 kg aufweisen. Die Gans soll eine gute Brutgans sein und gut die Gössel aufziehen.

## Nachweise
1. ↑  Verzeichnis R&F Gross- und Wassergeflügel 2016. In: entente-ee.com. Europäischer Verband für Geflügel-, Tauben-, Vogel-, Kaninchen- und Caviazucht, 2016, abgerufen am 19. Juli 2016.
2. ↑  Тульские гуси. In: vancats.ru. Abgerufen am 19. Juli 2016 (russisch).
3. 1 2 3 4  Bruno Dürigen: Die Geflügelzucht. Hand- und Lehrbuch der Rassenkunde, Zucht, Pflege und Haltung von Haus-, Hof- und Parkgeflügel. 4. und 5. neubearbeitete Auflage. Paul Parey, Berlin 1930, Kurzschabelgänse, S. 407–409.
4. 1 2 3 4  ВОЛП - Стандарты пород гусей - Тульская бойцовая. In: www.volp.msk.ru. Abgerufen am 19. Juli 2016 (russisch).
5. 1 2 3 4  Tula Geese. In: feathersite.com. FeatherSite, abgerufen am 19. Juli 2016 (englisch).
6. ↑  J. Ringnaldo, S.I. van Dort: Tulaer Kampfgänse. Bedrohte Raritäten mit ungewohntem Kopfprofil. In: Geflügelzeitung. Nr. 13, 2007, S. 14 f.